# ポーランド・リトアニア合同

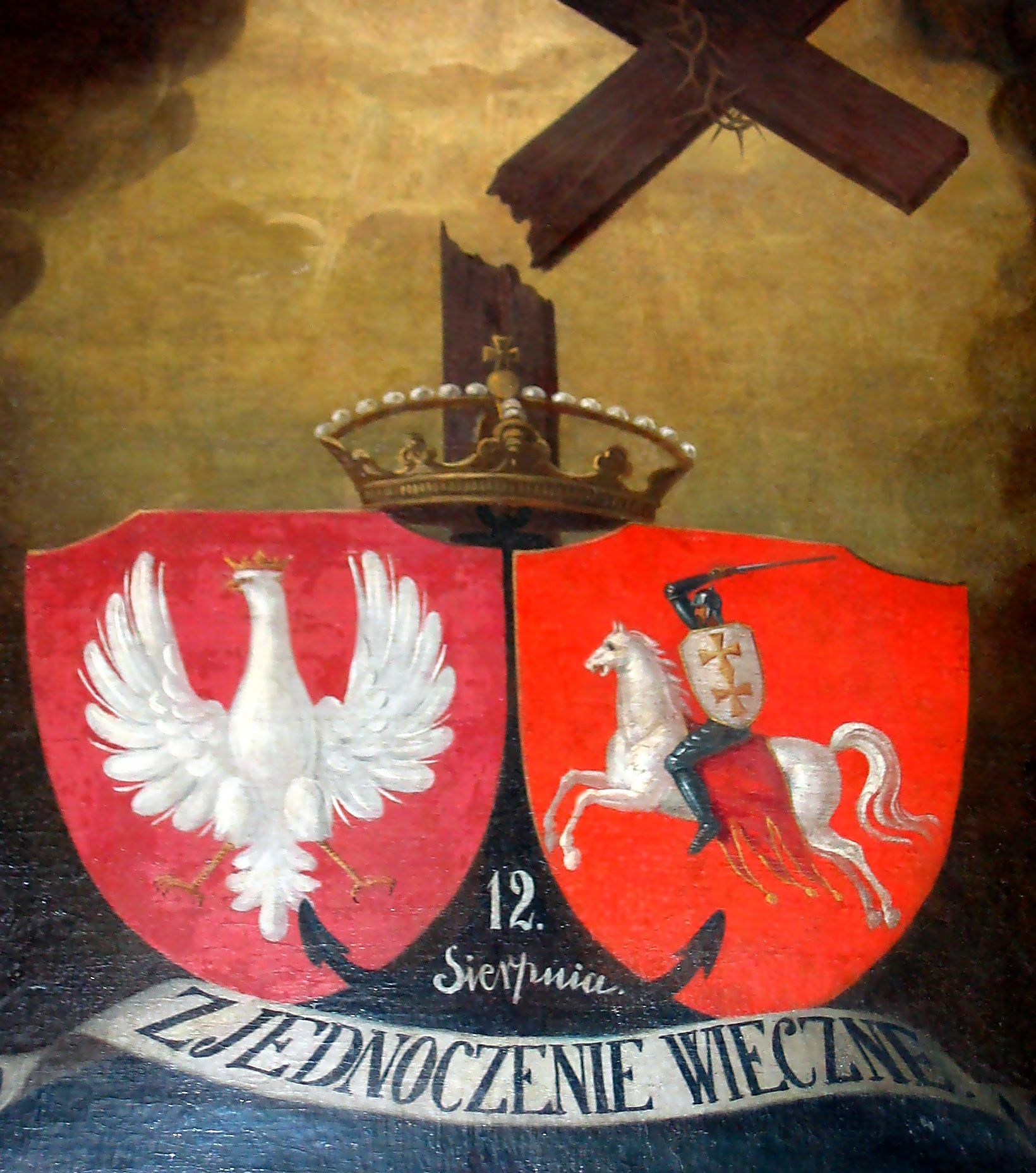
ポーランド・リトアニア合同を顕彰する絵画、1861年。銘には「永遠の結合」と記されている。

ポーランド・リトアニア合同（ポーランド・リトアニアごうどう、ポーランド語：Unia polsko-litewska）は、1569年のポーランド・リトアニア共和国（二民族の共和国）創設までに、ポーランド王国とリトアニア大公国が長期にわたって繰り返していた一連の法令による諸同盟を指す。1791年、共和国が5月3日憲法によって短命ながら統一国家へと移行した際も、合同に数えられる。
主な合同は以下の通り。
- 1385年 - クレヴォ合同…リトアニア大公ヨガイラをポーランド王位につけた際の人的同君連合。ヴィータウタスの反乱により、1392年、ヨガイラからヴィータウタスへの主権を除く統治権が渡された。その後1398年10月、ヴィータウタスによるドイツ騎士団との和議により合同は解消される。
- 1401年 - ヴィリニュス・ラドム合同…反ヴィータウタス派の代表だったヤドヴィガの死によりヴィータウタスにより再度交渉。リトアニア大公国への（ヨガイラではない）ヴィータウタスによる、主権を再確認した。
- 1413年 - ホロドウォ合同…紋章に関する合同。シュラフタ（ポーランド貴族）の持つ権利の大部分をリトアニア貴族のうちカトリック改宗者に適用する。初めてヴィータウタスのみに依存しない、リトアニア大公国自体の自主権が認められた。
- 1432年（1432年 - 1434年） - グロドノ合同…宣言によってリトアニア大公国及びカトリック以外の貴族を弱め、結合をさらに強めようとする試み。
- 1499年 - クラクフ・ヴィリニュス合同…カジミェシュ4世の死後形骸化していた連合の再生。個人的な紐帯である人的同君連合から支配者家門を同じくする王朝連合へと移行。
- 1501年 - ミェルニク合同…人的同君連合の再確認。アレクサンデル大公がポーランド王に選出される。
- 1569年7月1日 - ルブリン合同…制度的国家合同が成立、半封建的、半連邦的な「ポーランド・リトアニア共和国」が成立した。
- 1791年5月3日 - 5月3日憲法制定。ポーランド王国とリトアニア大公国が消滅し、その領土には統一国家が創設された。二国家の相互保証（Zaręczenie Wzajemne Obojga Narodów）によって統一国家内の2国家体制の存続が取り決められたが、憲法は1792年、ロシア帝国によって完全に無効とされた。